# オーバーコッヘン (小惑星)
オーバーコッヘン (5489 Oberkochen) は、小惑星帯にある小惑星である。
山梨県の八ヶ岳南麓天文台で串田嘉男と村松修が発見した。
カール・ツァイスの本社のあるドイツの街、オーバーコッヘンから名付けられた。